# Saint-Rémy-des-Monts
Saint-Rémy-des-Monts és un municipi francès situat al departament del Sarthe i a la regió de País del Loira. L'any 2007 tenia 687 habitants.

## Demografia

### Població
El 2007 la població de fet de Saint-Rémy-des-Monts era de 687 persones. Hi havia 270 famílies de les quals 48 eren unipersonals (28 homes vivint sols i 20 dones vivint soles), 111 parelles sense fills, 103 parelles amb fills i 8 famílies monoparentals amb fills.
La població ha evolucionat segons el següent gràfic:
Habitants censats

### Habitatges
El 2007 hi havia 319 habitatges, 272 eren l'habitatge principal de la família, 34 eren segones residències i 13 estaven desocupats. 317 eren cases i 2 eren apartaments. Dels 272 habitatges principals, 234 estaven ocupats pels seus propietaris, 37 estaven llogats i ocupats pels llogaters i 1 estava cedit a títol gratuït; 7 tenien dues cambres, 22 en tenien tres, 83 en tenien quatre i 160 en tenien cinc o més. 218 habitatges disposaven pel capbaix d'una plaça de pàrquing. A 119 habitatges hi havia un automòbil i a 132 n'hi havia dos o més.

### Piràmide de població
La piràmide de població per edats i sexe el 2009 era:
| Homes | Edats   | Dones |
| ----- | ------- | ----- |
| 0     | 95 o +  | 0     |
| 0     | 90 a 94 | 8     |
| 4     | 85 a 89 | 4     |
| 8     | 80 a 84 | 4     |
| 4     | 75 a 79 | 12    |
| 28    | 70 a 74 | 12    |
| 8     | 65 a 69 | 16    |
| 28    | 60 a 64 | 12    |
| 12    | 55 a 59 | 20    |
| 16    | 50 a 54 | 8     |
| 16    | 45 a 49 | 44    |
| 24    | 40 a 44 | 8     |
| 32    | 35 a 39 | 24    |
| 28    | 30 a 34 | 36    |
| 16    | 25 a 29 | 8     |
| 12    | 20 a 24 | 20    |
| 24    | 15 a 19 | 24    |
| 16    | 10 a 14 | 24    |
| 28    | 5 a 9   | 16    |
| 12    | 0 a 4   | 24    |

## Economia
El 2007 la població en edat de treballar era de 422 persones, 317 eren actives i 105 eren inactives. De les 317 persones actives 288 estaven ocupades (148 homes i 140 dones) i 29 estaven aturades (18 homes i 11 dones). De les 105 persones inactives 48 estaven jubilades, 29 estaven estudiant i 28 estaven classificades com a «altres inactius».

### Ingressos
El 2009 a Saint-Rémy-des-Monts hi havia 275 unitats fiscals que integraven 682,5 persones, la mediana anual d'ingressos fiscals per persona era de 16.554 €.

### Activitats econòmiques
Dels 21 establiments que hi havia el 2007, 1 era d'una empresa extractiva, 2 d'empreses alimentàries, 3 d'empreses de construcció, 5 d'empreses de comerç i reparació d'automòbils, 1 d'una empresa de transport, 2 d'empreses d'informació i comunicació, 2 d'empreses financeres, 1 d'una empresa immobiliària, 2 d'empreses de serveis i 2 d'empreses classificades com a «altres activitats de serveis».
Dels 6 establiments de servei als particulars que hi havia el 2009, 1 era una oficina de correu, 1 taller de reparació d'automòbils i de material agrícola, 1 paleta, 1 guixaire pintor, 1 fusteria i 1 perruqueria.
Dels 5 establiments comercials que hi havia el 2009, 1 era un hipermercat, 1 una fleca, 1 una carnisseria, 1 una sabateria i 1 una floristeria.
L'any 2000 a Saint-Rémy-des-Monts hi havia 13 explotacions agrícoles que ocupaven un total de 430 hectàrees.

## Equipaments sanitaris i escolars
El 2009 hi havia una escola elemental integrada dins d'un grup escolar amb les comunes properes formant una escola dispersa.

## Poblacions més properes
El següent diagrama mostra les poblacions més properes.